# Moutabea
Moutabea é um género botânico pertencente à família Polygalaceae.